# Komandia granosa
Komandia granosa is een rechtvleugelig insect uit de familie veldsprinkhanen (Acrididae). De wetenschappelijke naam van deze soort werd voor het eerst geldig gepubliceerd in 1953 door Boris Petrovich Uvarov.